# Licej v Gradcu

## Licej v Gradcu
Univerza v Gradcu je bila ustanovljena leta 1558 kot jezuitska šola. Leta 1782 je univerzo Jožef II. spet degradiral v licej in ga šele leta 1826 spet povzdignil v univerzo. 
Licej v Gradcu je bila ustanova za filozofski in teološki študij z akademskim značajem. Glede funkcije so bile fakultete podobne univerzam. Predvsem so na licejih duhovnike strokovno izobraževali. Do 19. stoletja so se tudi drugi študenti izobraževali na licejih. Licej se je od univerze razlikoval v glavnem v tem, da je imel samo dve fakulteti, teološko in filozofsko. Univerza je imela filozofsko, teološko, pravno in medicinsko fakulteto. Liceji niso smeli podeljevati akademskih nazivov.

## Stolica za slovenski jezik
Stolica za slovenski jezik na Liceju v Gradcu je bila prva katedra za slovenščino na svetu. Ustanovljena  je bila leta 1811 in namenjena je bila praktičnemu pouku slovenskega jezika. Pouk se je začel leta 1812 s 60 šolarji. Od leta 1812 do leta 1813 je stolnico vodil njen pobudnik Janez Nepomuk Primic, sledil mu je Koloman Kvas.
Stolica naj bi v sodelovanju z drugimi slovenskimi ustanovami predstavljala napredno pedagoško in znanstveno ustanovo, kjer naj bi se slovenščina kot jezik razvijala in uveljavila. 
Primčeva ideja je bila dobro sprejeta tudi od ljudstva, saj je bila slovenščina materinščina 40 % štajerskega prebivalstva tistega časa. Predvsem za duhovnike in uradnike je stolica predstavljala možnost izobrazbe in izpopolnitve v slovenskem jeziku. Stolica je pomagala duhovščini in uradnikom uporabljati slovenski jezik na verskem, estetskem, naravoslovnem in kmetijskem področju.